# Simão Sabrosa
Simão Pedro Fonseca Sabrosa (* 31. října 1979, Constantim, Portugalsko) je bývalý portugalský fotbalový záložník a reprezentant. Hrával na postu levého křídla. Kariéru ukončil v roce 2016 v indickém klubu NorthEast United FC.

## Klubová kariéra
- Diogo Cão (mládež)
- Sporting CP (mládež)
- Sporting CP 1997–1999
- FC Barcelona 1999–2001
- SL Benfica 2001–2007
- Atlético Madrid 2007–2010
- Beşiktaş JK 2011–2012
- RCD Espanyol 2012–2014
- NorthEast United FC 2015–2016

## Reprezentační kariéra
Sabrosa odehrál 15 zápasů za portugalskou reprezentaci do 21 let.
Celkově za portugalský národní výběr odehrál 85 zápasů a vstřelil v něm 22 branek. Zúčastnil se EURA 2004 v Portugalsku, MS 2006 v Německu, EURA 2008 v Rakousku a Švýcarsku, a MS 2010 v Jihoafrické republice.